# أنجيلا دي لا كروز
أنجيلا دي لا كروز (بالإسبانية: Ángela de la Cruz)‏ هي رسامة إسبانية، ولدت في 2 مارس 1965 في لا كورونيا في إسبانيا.